# リヴィア・ヘナタ・ソウザ
リヴィア・へナタ・ソウザ（Lívia Renata Souza、1991年3月11日 - ）は、ブラジルの女性総合格闘家。サンパウロ州アララクアラ出身。チーム・マキシモ/アトス柔術所属。元Invicta FC世界ストロー級王者。リヴィーニャ・ソウザとも表記される。

## 来歴
7歳の時に柔道とブラジリアン柔術を始め、2013年、21歳でプロデビュー。Predador FC、Costa Combat等の団体でチャンピオンベルトを獲得した。

### Invicta FC
2015年4月24日、Invicta FC 12のInvicta世界ストロー級タイトルマッチで王者のカティア・カンカーンパに挑戦し、4Rに三角絞めで一本勝ち。王座獲得に成功した。
2016年1月16日、Invicta FC 15のInvicta世界ストロー級タイトルマッチで挑戦者のディアナ・ベネットと対戦し、左ミドルキックでダウンを奪い、試合開始90秒でTKO勝ち。王座防衛に成功した。
2016年5月7日、Invicta FC 17のInvicta世界ストロー級タイトルマッチで挑戦者のアンジェラ・ヒルと対戦し、1-2の判定負け。キャリア初黒星を喫し、王座から陥落した。
2017年3月25日、Invicta FC 22でInvicta世界アトム級王者の浜崎朱加と対戦し、1Rに右フックでダウンを奪い、パウンドでTKO勝ち。

### UFC
2018年9月22日、UFC初参戦となったUFC Fight Night: Santos vs. Andersでアレックス・チェンバースと対戦し、試合開始81秒でギロチンチョークを極めて一本勝ち。
2019年2月2日、UFC Fight Night: Assunção vs. Moraes 2でサラ・フロータと対戦し、2-1の判定勝ち。前日計量でフロータがストロー級の規定体重を7ポンドオーバーしたため、ファイトマネーの40％がソウザに支払われた。

## 戦績
| 総合格闘技 戦績 | 総合格闘技 戦績 | 総合格闘技 戦績 | 総合格闘技 戦績 | 総合格闘技 戦績 | 総合格闘技 戦績 | 総合格闘技 戦績 |
| --------------- | --------------- | --------------- | --------------- | --------------- | --------------- | --------------- |
| 18 試合         | (T)KO           | 一本            | 判定            | その他          | 引き分け        | 無効試合        |
| 14 勝           | 2               | 8               | 4               | 0               | 0               | 0               |
| 4 敗            | 1               | 0               | 3               | 0               | 0               | 0               |

| 勝敗 | 対戦相手                         | 試合結果                               | 大会名                                                                              | 開催年月日     |
| ×    | ランダ・マルコス                 | 5分3R終了 判定0-3                      | UFC Fight Night: Costa vs. Vettori                                                  | 2021年10月23日 |
| ×    | アマンダ・レモス                 | 1R 3:39 TKO（左ジャブ→パウンド）       | UFC 259: Błachowicz vs. Adesanya                                                    | 2021年3月6日   |
| ○    | アシュリー・ヨーダ               | 5分3R終了 判定3-0                      | UFC 252: Miocic vs. Cormier 3                                                       | 2020年8月15日  |
| ×    | ブリアナ・ヴァン・ビューレン     | 5分3R終了 判定0-3                      | UFC Fight Night: de Randamie vs. Ladd                                               | 2019年7月13日  |
| ○    | サラ・フロータ                   | 5分3R終了 判定2-1                      | UFC Fight Night: Assunção vs. Moraes 2                                              | 2019年2月2日   |
| ○    | アレックス・チェンバース         | 1R 1:21 ギロチンチョーク               | UFC Fight Night: Santos vs. Anders                                                  | 2018年9月22日  |
| ○    | ジャナイサ・モランディン         | 5分3R終了 判定3-0                      | Invicta FC 25: Kunitskaya vs. Pa'aluhi                                              | 2017年8月31日  |
| ○    | 浜崎朱加                         | 1R 1:41 TKO（右フック→パウンド）       | Invicta FC 22: Evinger vs. Kunitskaya 2                                             | 2017年3月25日  |
| ×    | アンジェラ・ヒル                 | 5分5R終了 判定1-2                      | Invicta FC 17: Evinger vs. Schneider 【Invicta FC世界ストロー級タイトルマッチ】     | 2016年5月7日   |
| ○    | ディアナ・ベネット               | 1R 1:30 TKO（左ミドルキック→パウンド） | Invicta FC 15: Cyborg vs. Ibragimova 【Invicta FC世界ストロー級タイトルマッチ】     | 2016年1月16日  |
| ○    | カティア・カンカーンパ           | 4R 3:58 三角絞め                       | Invicta FC 12: Kankaanpää vs. Souza 【Invicta FC世界ストロー級タイトルマッチ】      | 2015年4月24日  |
| ○    | カミラ・リマ                     | 1R 0:47 リアネイキドチョーク           | Talent MMA Circuit 12: Campinas 2014 【Talent MMA Circuitストロー級タイトルマッチ】 | 2014年9月20日  |
| ○    | エドライネ・フランサ・ゴドイ     | 1R 4:01 腕ひしぎ十字固め               | X-Fight MMA 9 【XFMMAストロー級タイトルマッチ】                                     | 2014年8月21日  |
| ○    | ビアンカ・ヘイス                 | 1R 0:42 三角絞め                       | Costa Combat 【Costa Combatストロー級タイトルマッチ】                               | 2013年12月14日 |
| ○    | アリーニ・サテウメイヤー         | 5分3R終了 判定3-0                      | Talent MMA Circuit 4: Itatiba 2013                                                  | 2013年10月26日 |
| ○    | アンドレッサ・ロチャ             | 2R 4:02 腕ひしぎ十字固め               | Predador FC 24 【PFCフライ級タイトルマッチ】                                        | 2013年8月9日   |
| ○    | アリーニ・サテウメイヤー         | 1R 0:24 ヒールホールド                 | X-Fight MMA 6                                                                       | 2013年7月27日  |
| ○    | シンディア・シャンデラ・ファリア | 1R 2:35 腕ひしぎ十字固め               | Predador FC 23                                                                      | 2013年3月9日   |

## 獲得タイトル
- Predador FCフライ級王座（2013年）
- Costa Combatストロー級王座（2013年）
- X-Fight MMAストロー級王座（2014年）
- Talent MMA Circuitストロー級王座（2014年）
- 第3代Invicta FC世界ストロー級王座（2015年）

## 表彰
- 柔道 黒帯
- ブラジリアン柔術 黒帯